# Brachystegia nigerica
Brachystegia nigerica Hoyle & A.P.D.Jones, 1947 è una pianta della famiglia delle Fabacee (sottofamiglia Detarioideae), nativa dell'Africa.

## Distribuzione e habitat
La specie è nota esclusivamente per alcuni esemplari che crescono nella foresta pluviale della Nigeria meridionale.

## Conservazione
Per la ristrettezza del suo areale la specie è classificata dalla IUCN Red List come specie vulnerabile.
Parte dell'areale ricade all'interno del Parco nazionale di Cross River.